# Gewandhausorchester Leipzig
Gewandhausorchester Leipzig er et symfoniorkester med sæde i Leipzig i Sachsen. Det hører til verdens mest kendte orkestre. Den danske komponist Niels W. Gade var meddirigent 1844-48 og chef for orkestret 1847/48 fra Mendelssohns død til Gades afsked pga. Treårskrigen. Gade fik i 1843 sin symfoni nr. 1 (1841-42) uropført her med Mendelssohn som dirigent 

## Historie
Orkestrets historie går tilbage til 1400-tallet, og det regnes som et af verdens ældste borgerlige koncertorkestre. Det har været kendt under sit nuværende navn siden 1781, da det begyndte at give koncerter i Leipziger Gewandhaus, byens klædemagasin. Orkestret var en forening og fra 1840 en offentlig institution under byen Leipzig. Adskillige betydningsfulde kompositioner fx af Beethoven er uropført af Gewandhausorchester Leipzig.
I dag spiller Gewandhausorchester både i Gewandhaus, i Leipziger Oper (operaen) og i Thomaskirche. Desuden  turnerer det over hele verden. 

## Kapelmestre
- 1781-1785 Johann Adam Hiller
- 1785-1810 Johann Gottfried Schicht
- 1810-1827 Johann Philipp Christoph Schulz
- 1827-1835 Christian August Pohlenz
- 1835-1847 Felix Mendelssohn Bartholdy (ofte repræsenteret af Niels Wilhelm Gade og Ferdinand Hiller)
- 1848-1860 Julius Rietz
- 1860-1895 Carl Reinecke
- 1895-1922 Arthur Nikisch
- 1922-1928 Wilhelm Furtwängler
- 1929-1933 Bruno Walter
- 1934-1945 Hermann Abendroth
- 1946-1948 Herbert Albert
- 1949-1962 Franz Konwitschny
- 1964-1968 Václav Neumann
- 1970-1996 Kurt Masur
- 1998-2005 Herbert Blomstedt
- 2005–2016 Riccardo Chailly
- fra 2018: Andris Nelsons